# Fêtes de la vigne
Ne doit pas être confondu avec Fête des vendanges ou Fête des vignerons.
 (août 2016).
Si vous disposez d'ouvrages ou d'articles de référence ou si vous connaissez des sites web de qualité traitant du thème abordé ici, merci de compléter l'article en donnant les références utiles à sa vérifiabilité et en les liant à la section « Notes et références ».
Les Fêtes de la vigne ou Folkloriades Internationales est un festival traditionnel de danses folkloriques régionales bourguignonnes autour du vin de Bourgogne ayant lieu tous les deux ans à Dijon et quelques autres communes de côte d'Or, durant la dernière semaine complète d'aout. 

## Historique
L'idée fut instituée en 1946 par le Chanoine Kir (ancien maire de Dijon), revenu d'un voyage en Suisse au cours duquel il a assisté à la fête des vendanges de Neuchâtel. C'est Robert Levavasseur, entrepreneur local, qui crée les Fêtes de la Vigne et son comité d'organisation, "Le Comité Bourgogne".
La première édition des Fêtes de la Vigne se déroule essentiellement place François-Rude ou place du Bareuzai autour de la fontaine dite du Bareuzai. L'eau fut remplacée par du vin et l'animation de l'évènement fut confiée à des groupes régionalistes de Bourgogne.
En 1954, les Fêtes de la Vigne prennent un tournant européen et vont faire venir un groupe de Hongrie. Ce sont les premiers civils à franchir le rideau de fer du bloc de l'Est vers l'Ouest. Cette première va initier une très longue série de groupes folkloriques des pays de l'Est en représentation en France. 
En 1957, le Comité Bourgogne invité en Tchécoslovaquie, envoie le groupe folklorique dijonnais « Les Compagnons du Bareuzai » accompagné du « Regain » de Chablis pour les représenter. Ce sont les premiers occidentaux civils à franchir le rideau de fer de l'Ouest vers l'Est.
Dans les années 1970, le festival devient vraiment international avec des pays venus des 5 continents. En 1974, l'affaire financière dite « Levavasseur » va entraîner la dissolution du Comité Bourgogne et l'arrêt des Fêtes de la Vigne.
Le maire d'alors, Robert Poujade, décide de relancer les Fêtes de la Vigne avec la création d'une association loi de 1901 « Festival de Musiques et Danses Populaires ». La présidence de cette association est alors confiée à Denis Ulrich. Les Fêtes des vignes vont alors prendre un nouvel essor. Un concours est institué, avec pour récompense des colliers d'or, d'argent et de bronze. C'est à cette époque qu'est créé le Festival International de Fanfare de Dijon, le week-end précédent les Fêtes de la Vigne. Pour célébrer les 40 ans des Fêtes de la Vigne, la Garde Impériale de Dijon est créée.
Dans les années 2000, des difficultés financières obligent le festival à réduire sa programmation. Le Festival International de Fanfare est abandonné, le festival n'est international que tous les deux ans, une année sur deux, le festival est donc en configuration réduite animé par des groupes folkloriques locaux.
En 2015, l'association Festival de Musiques et Danses Populaires prend un nouveau nom « Trad'Culture » pour plus de lisibilité de ses activités. Depuis 2016, les Fêtes de la Vigne se redéploient, avec une rénovation du festival. Il est décidé que les Fêtes de la Vigne n'existeraient plus que tous les deux ans, en année paire, la dernière semaine complète d'août dans une version toujours internationale. Les années impaires, le deuxième week-end de septembre, l'association crée une autre manifestations autour des musiques traditionnelles "L'Amuse-Trad de Dijon".

## Déroulement
Dans le centre piétonnier de Dijon sont organisées de nombreuses animations autour du vin de Bourgogne : dégustations, artisanat, spectacles, danses folkloriques avec une dizaine de groupes de danses folkloriques locales et de nombreux groupes invités de régions françaises et étrangères.